# Seyran Ohanian
Pour les articles homonymes, voir Ohanian.
Seyran Ohanian (en arménien Սեյրան Օհանյան ; né le 1er juillet 1962 à Chouchi) est le ministre de la Défense de la République d'Arménie de 2008 à 2016.

## Biographie
Seyran Ohanian est né le 1er juillet 1962 à Chouchi dans le Haut-Karabagh. En 1988 il rejoint les forces armées arméniennes après avoir fait ses études à l'École supérieure des commandants militaires à Bakou. Durant la guerre du Haut-Karabagh, il s'engage aux côtés des Arméniens du Haut-Karabagh, où il a combattu sur une multitude de fronts. Durant cette guerre il fut sévèrement blessé à la jambe.
Il est marié et père de quatre enfants : trois fils et une fille.

## Récompenses
Seyran Ohanian a reçu le titre de « Héros de l'Artsakh » en 1999.
Il a reçu de nombreuses médailles comme la médaille de l'« aigle d'or », de « Martakan Khatch » et de « Tigran Medz ».